# 자유 입자
물리학에서 자유 입자(영어: Free particle)는 어떤 의미에서 외부 힘에 묶여 있지 않거나, 동등하게 위치 에너지가 변하는 영역에 있지 않은 입자이다. 고전물리학에서는 이는 입자가 "장(field)이 없는" 공간에 존재함을 의미한다. 양자역학에서는 이는 입자가 균일한 전위 영역에 있음을 의미하며, 이 전위는 관심 영역에서 일반적으로 0으로 설정된다. 이는 전위를 공간의 어떤 지점에서든 임의로 0으로 설정할 수 있기 때문이다.

## 고전 자유 입자
고전 자유 입자는 고정된 속도 v로 특징지어진다. 질량 m인 입자의 운동량은 {\displaystyle p=mv}로 주어지며, 운동 에너지(총 에너지와 같음)는 {\displaystyle E={\frac {1}{2}}mv^{2}={\frac {p^{2}}{2m}}}이다.

## 양자 자유 입자

1차원에서 드브로이 파동의 전파 - 복소수 진폭의 실수부는 파란색, 허수부는 녹색이다. 주어진 점 x에서 입자를 찾을 확률(색상 투명도로 표시)은 파형처럼 퍼져 있으며, 입자의 확정적인 위치는 없다. 진폭이 0보다 커지면 곡률이 감소하므로 다시 감소하고 그 반대도 마찬가지이다. 결과는 교번하는 진폭, 즉 파동이다. 위: 평면파. 아래: 확률파동.

### 수학적 설명
비상대론적 양자역학에서 질량 {\displaystyle m}을 가진 자유 입자는 자유 슈뢰딩거 방정식으로 기술된다:
{\displaystyle -{\frac {\hbar ^{2}}{2m}}\nabla ^{2}\ \psi (\mathbf {r} ,t)=i\hbar {\frac {\partial }{\partial t}}\psi (\mathbf {r} ,t)}
여기서 ψ는 위치 r 및 시간 t에서의 입자의 파동함수이다. 운동량 p 또는 파수 벡터 k, 각진동수 ω 또는 에너지 E를 가진 입자의 해는 복소수 평면파로 주어진다:
{\displaystyle \psi (\mathbf {r} ,t)=Ae^{i(\mathbf {k} \cdot \mathbf {r} -\omega t)}=Ae^{i(\mathbf {p} \cdot \mathbf {r} -Et)/\hbar }}
진폭 A를 가지며 질량에 따라 두 가지 다른 규칙을 따른다:
1. 입자가 질량 {\displaystyle m}을 가지는 경우: {\textstyle \omega ={\frac {\hbar k^{2}}{2m}}} (또는 동등하게 {\textstyle E={\frac {p^{2}}{2m}}}).
2. 입자가 질량 없는 입자인 경우: {\displaystyle \omega =kc}.

고유값 스펙트럼은 무한히 퇴화되어 있는데, 각 고유값 E>0에 대해 {\displaystyle \mathbf {p} }의 다른 방향에 해당하는 무한한 수의 고유함수가 존재하기 때문이다.
드 브로이 관계식: {\displaystyle \mathbf {p} =\hbar \mathbf {k} }, {\displaystyle E=\hbar \omega }가 적용된다. 위치 에너지는 (0으로) 설정되어 있으므로, 총 에너지 E는 운동 에너지와 같으며, 이는 고전 물리학과 동일한 형태를 갖는다:
{\displaystyle E=T\,\rightarrow \,{\frac {\hbar ^{2}k^{2}}{2m}}=\hbar \omega }
자유 입자든 구속된 입자든 모든 양자 입자에 대해 하이젠베르크 불확정성 원리 {\textstyle \Delta p_{x}\Delta x\geq {\frac {\hbar }{2}}}가 적용된다. 평면파가 확정된 운동량(확정된 에너지)을 가지므로, 입자의 위치를 찾을 확률은 공간 전체에 걸쳐 균일하고 무시할 만하다는 것이 분명하다. 다시 말해, 파동 함수는 유클리드 공간에서 정규화할 수 없으며, 이러한 정상 상태는 물리적으로 실현 가능한 상태에 해당할 수 없다.

### 측정 및 계산
파동 함수의 정규화 조건은 파동 함수가 양자 상태 공간에 속한다면
{\displaystyle \psi \in L^{2}(\mathbb {R} ^{3}),}
그렇다면 확률 밀도 함수의 적분은
{\displaystyle \rho (\mathbf {r} ,t)=\psi ^{*}(\mathbf {r} ,t)\psi (\mathbf {r} ,t)=|\psi (\mathbf {r} ,t)|^{2},}
여기서 *는 켤레 복소수를 나타내며, 전체 공간에 대한 적분은 입자를 전체 공간에서 찾을 확률이며, 입자가 존재한다면 1이 되어야 한다:
{\displaystyle \int _{\mathbb {R} ^{3}}|\psi (\mathbf {r} ,t)|^{2}d^{3}\mathbf {r} =1.}
평면파 해로 주어지는 자유 입자의 상태는 정규화할 수 없다.
{\displaystyle Ae^{i(\mathbf {k} \cdot \mathbf {r} -\omega t)}\notin L^{2}(\mathbb {R} ^{3}),}
고정된 시간 {\displaystyle t}에 대해. 그러나 확률파동을 사용하면 상태를 정규화할 수 있는 함수로 표현할 수 있다.

### 확률파동
푸리에 역변환 정리를 사용하여 자유 입자 파동 함수는 운동량 고유 함수의 중첩, 즉 확률파동으로 표현될 수 있다:
{\displaystyle \psi (\mathbf {r} ,t)={\frac {1}{({\sqrt {2\pi }})^{3}}}\int _{\mathrm {all\,\mathbf {k} \,space} }{\hat {\psi }}_{0}(\mathbf {k} )e^{i(\mathbf {k} \cdot \mathbf {r} -\omega (\mathbf {k} )t)}d^{3}\mathbf {k} ,}
여기서
{\displaystyle \omega (\mathbf {k} )={\frac {\hbar \mathbf {k} ^{2}}{2m}},}
그리고 {\displaystyle {\hat {\psi }}_{0}(\mathbf {k} )}는 "충분히 좋은" 초기 파동 함수 {\displaystyle \psi (\mathbf {r} ,0)}의 푸리에 변환이다.
복소 평면파에 대한 운동량 p의 기댓값은
{\displaystyle \langle \mathbf {p} \rangle =\left\langle \psi \left|-i\hbar \nabla \right|\psi \right\rangle =\hbar \mathbf {k} ,}
그리고 일반적인 확률파동에 대한 기댓값은
{\displaystyle \langle \mathbf {p} \rangle =\int _{\mathrm {all\,space} }\psi ^{*}(\mathbf {r} ,t)(-i\hbar \nabla )\psi (\mathbf {r} ,t)d^{3}\mathbf {r} =\int _{\mathrm {all\,{\textbf {k}}\,space} }\hbar \mathbf {k} |{\hat {\psi }}_{0}(\mathbf {k} )|^{2}d^{3}\mathbf {k} .}
에너지 E의 기댓값은
{\displaystyle \langle E\rangle =\left\langle \psi \left|-{\frac {\hbar ^{2}}{2m}}\nabla ^{2}\right|\psi \right\rangle =\int _{\text{all space}}\psi ^{*}(\mathbf {r} ,t)\left(-{\frac {\hbar ^{2}}{2m}}\nabla ^{2}\right)\psi (\mathbf {r} ,t)d^{3}\mathbf {r} .}

### 군속도와 위상속도

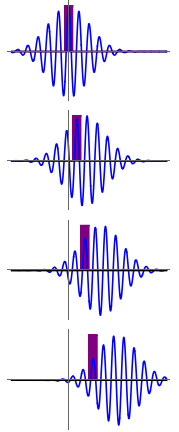
확률파동의 전파와 보라색으로 음영 처리된 단일 봉우리의 움직임. 봉우리는 위상속도로 움직이는 반면, 전체 확률파동은 군속도로 움직인다.

위상속도는 평면파 해가 전파되는 속도로 정의된다.
{\displaystyle v_{p}={\frac {\omega }{k}}={\frac {\hbar k}{2m}}={\frac {p}{2m}}.}
{\displaystyle {\frac {p}{2m}}}는 운동량 {\displaystyle p}를 가진 고전 입자의 속도가 아니라, 고전 속도의 절반이다.
한편, 초기 파동 함수 {\displaystyle \psi _{0}}가 푸리에 변환 {\displaystyle {\hat {\psi }}_{0}}이 특정 파수 벡터 {\displaystyle \mathbf {k} } 근처에 집중된 확률파동이라고 가정해 보자. 그러면 평면파의 군속도는 다음과 같이 정의된다.
{\displaystyle v_{g}=\nabla \omega (\mathbf {k} )={\frac {\hbar \mathbf {k} }{m}}={\frac {\mathbf {p} }{m}},}
이는 입자의 고전적 속도 공식과 일치한다. 군속도는 전체 확률파동이 전파되는 (근사적인) 속도인 반면, 위상속도는 확률파동 내 개별 봉우리가 움직이는 속도이다. 그림은 이 현상을 설명하며, 확률파동 내의 개별 봉우리가 전체 확률파동 속도의 절반으로 전파되는 것을 보여준다.

### 확률파동의 퍼짐
군속도의 개념은 특정 {\displaystyle k} 값 근처에서 분산 관계 {\displaystyle \omega (k)}에 대한 선형 근사를 기반으로 한다. 이 근사에서 확률파동의 진폭은 모양을 바꾸지 않고 군속도와 같은 속도로 움직인다. 이 결과는 자유 양자 입자의 진화에서 특정 흥미로운 측면을 포착하지 못하는 근사치이다. 특히, 위치의 불확정성에 의해 측정되는 확률파동의 폭은 오랜 시간 동안 시간에 선형적으로 증가한다. 이 현상을 자유 입자에 대한 확률파동의 퍼짐이라고 한다.
특히, 시간의 함수로서 불확정성 {\displaystyle \Delta _{\psi (t)}X}에 대한 정확한 공식을 계산하는 것은 어렵지 않다. 여기서 {\displaystyle X}는 위치 연산자이다. 단순화를 위해 1차원 공간에서 작업하면 다음과 같다.
{\displaystyle (\Delta _{\psi (t)}X)^{2}={\frac {t^{2}}{m^{2}}}(\Delta _{\psi _{0}}P)^{2}+{\frac {2t}{m}}\left(\left\langle {\tfrac {1}{2}}({XP+PX})\right\rangle _{\psi _{0}}-\left\langle X\right\rangle _{\psi _{0}}\left\langle P\right\rangle _{\psi _{0}}\right)+(\Delta _{\psi _{0}}X)^{2},}
여기서 {\displaystyle \psi _{0}}는 시간 0의 파동 함수이다. 우변의 두 번째 항 괄호 안의 표현은 {\displaystyle X}와 {\displaystyle P}의 양자 공분산이다.
따라서 양의 큰 시간 동안 {\displaystyle X}의 불확정성은 선형적으로 증가하며, {\displaystyle t}의 계수는 {\displaystyle (\Delta _{\psi _{0}}P)/m}과 같다. 초기 파동 함수 {\displaystyle \psi _{0}}의 운동량이 고도로 국소화되어 있다면, 확률파동은 천천히 퍼지고 군속도 근사는 오랜 시간 동안 잘 유지될 것이다. 직관적으로 이 결과는 초기 파동 함수가 매우 명확하게 정의된 운동량을 가지고 있다면, 입자는 명확하게 정의된 속도를 가지며 오랜 시간 동안 이 속도로 (좋은 근사치로) 전파될 것이라는 것을 의미한다.

## 상대론적 양자 자유 입자
상대론적 입자를 기술하는 여러 방정식이 있다: 상대론적 파동 방정식을 참조하라.

## 같이 보기
- 확률파동
- 군속도
- 상자 속 입자
- 유한 사각 우물
- 델타 퍼텐셜

## 내용주
1. ↑  “Lecture 9” (PDF).
2. ↑  Cohen-Tannoudji, Diu & Laloë 2019, 15, 19쪽.
3. ↑  Blanchard & Brüning 2015, 210쪽.
4. ↑  Hall 2013 Section 4.1
5. ↑  Hall 2013 Sections 4.3 and 4.4
6. ↑  Hall 2013 Equation 4.24
7. ↑  Hall 2013 Proposition 4.10

## 추가 자료
- The New Quantum Universe, T.Hey, P.Walters, Cambridge University Press, 2009, ISBN 978-0-521-56457-1.
- Quantum Field Theory, D. McMahon, Mc Graw Hill (USA), 2008, ISBN 978-0-07-154382-8
- Quantum mechanics, E. Zaarur, Y. Peleg, R. Pnini, Schaum's Easy Outlines Crash Course, Mc Graw Hill (USA), 2006, ISBN 978-007-145533-6